# Alla Kudrjavtseva
Alla Kudrjavtseva (russisk: Алла Александровна Кудрявцева tr. Alla Aleksandrovna  Kudrjavtseva ; født 3. november 1987 i Moskva) er en kvindelig tennisspiller fra Rusland. Alla Kudrjavtseva startede sin karriere i 2003. 
4. oktober 2010 opnåede Alla Kudrjavtseva sin højeste WTA single rangering på verdensranglisten som nummer 56. 